# ایتاورت
ایتاوِرِت (انگلیسی: Itaweret؛ به معنی «ایتا، بزرگ‌تر») دختر یکی از پادشاهان مصر باستان بود که در دوران دودمان دوازدهم، حدود سال ۱۸۵۰ پیش از میلاد زندگی می‌کرد. او از طریق آرامگاهی که در کنار هرم فرعون آمنمحات دوم در دهشور کشف شده، شناخته شده است. این آرامگاه دست‌نخورده باقی مانده بود و درون آن، یک تابوت چوبی تزیین‌شده و یک جعبهٔ کانوپی (برای نگهداری اندام‌های داخلی) با متون دینی طولانی و ذکر نام او یافت شد. همچنین چند زینت‌آلات شخصی نیز در مقبره‌اش پیدا شد. با عنایت به مکان قرارگیری این آرامگاه احتمال می‌دهند که او دختر آمنه‌محات دوم بوده باشد، گرچه مدرک قطعی برای این نسبت در دست نیست. یکی از اشیای قابل توجه کشف‌شده در اتاق تدفین او، یک مجسمهٔ چوبی قو است که بسیار چشمگیر و غیرمعمول به نظر می‌رسد.